# Terry Donovan
Terry Donovan, född 27 december 1944, är en australisk bågskytt. Hon deltog vid olympiska sommarspelen 1972, olympiska sommarspelen 1980 och olympiska sommarspelen 1984.